# Corduroy
«Corduroy» es la octava canción de Vitalogy, tercer álbum del grupo de rock Pearl Jam. A pesar de no haber sido lanzada como sencillo ni como cara B, la canción alcanzó el lugar #13 en la lista Modern Rock Tracks de la revista Billboard. Es por esto que la canción está incluida en el álbum recopilatorio de grandes éxitos, Rearviewmirror: Greatest Hits 1991-2003. A pesar de su formato musical convencional, se destaca porque la letra prácticamente no se repite (incluso en los coros) y la sección de fundido con la que comienza es mucho más larga de lo normal.
La canción es una de las favoritas durante los conciertos en vivo, donde la banda la interpreta en un tiempo mucho más rápido. Algunas interpretaciones van precedidas por una improvisación del tema «Interstellar Overdrive» del grupo Pink Floyd.

## Significado de la letra
La letra puede ser interpretada en varias formas, pero según lo dicho por Eddie Vedder, se puede relacionar con la presión derivada de la fama. Vedder, al relatar la historia que inspira la canción, dice que el origen de la misma se sitúa cuando él mismo compró una chaqueta de pana (Corduroy significa Pana en español) en una tienda de garaje por 12 dólares, y como, cuando alcanzó fama mundial, el mismo diseño de chaqueta se vendía en tiendas hasta por 650 dólares.

## Posición en listas
Toda la información está tomada de varias fuentes.
| Año  | Lista                                    | Posición |
| ---- | ---------------------------------------- | -------- |
| 1995 | Modern Rock Tracks en Estados Unidos     | 13       |
| 1995 | Mainstream Rock Tracks en Estados Unidos | 22       |